# Grigore Moisil
Grigore Constantin Moisil (Tulcea, 10 gennaio 1906 – Ottawa, 21 maggio 1973) è stato un matematico rumeno.
Si occupò principalmente di logica matematica, algebra ed equazioni differenziali. Ha inoltre dato un importante contributo all'introduzione dei primi computer in Romania. Moisil fu anche membro dell'Accademia delle Scienze di Bologna e dell'Istituto Internazionale di Filosofia.

## Biografia
Grigore Moisil nacque nel 1906 a Tulcea da una famiglia intellettuale. Suo nonno, Grigore Moisil, un esponente del clero, fu uno dei fondatori del primo liceo rumeno a Nasaud. Suo padre, Costantin Noisil (1867-1958) fu un professore di storia, archeologo e numismatico - come membro dell'Accademia Rumena ricoprì l'incarico di direttore dell'ufficio di numismatica dell'accademia. Sua madre, Elena (1863-1949), fu un'insegnante a Tulcea, più tardi divenne direttrice della scuola "Maidanul Dulapuli" a Bucarest (ora la scuola ha assunto il nome di "Enachita Vacarescu").
Grigore Moisil frequentò le scuole elementari a Bucarest, poi il liceo a Vaslui e a Bucarest (presso il liceo "Spiru Haret") tra il 1916 e il 1922. Nel 1924 si iscrisse alla facoltà di Architettura presso il Politecnico di Bucarest e anche alla facoltà di Matematica presso l'università di Bucarest. Mostrò un forte interesse nel campo della matematica, tanto da lasciare il Politecnico nel 1929, anche se aveva già superato tutti gli esami del terzo anno. Sempre nel 1929 discusse la sua tesi per il dottorato "Meccanica Analitica dei Sistemi Continui" davanti alla commissione che aveva Gheorghe Titeica in veste di presidente e Dimitrie Pompeiu e Anton Davidoglu come membri. La tesi venne pubblicata lo stesso anno dalla casa editrice Gauthier-Villars a Parigi e ricevette critiche positive da Vito Volterra, Tullio Levi-Civita e Paul Lévy.
Nel 1930 si recò alla Sorbona di Parigi per ulteriori studi di matematica, che si conclusero l'anno successivo con la pubblicazione dello scritto Sulle classi di sistemi di equazioni con derivate parziali dalla fisica matematica. Nel 1931 ritornò in Romania dove gli venne assegnata una cattedra alla facoltà di Matematica presso l'università di Iaşi. Grazie alla borsa di studio Rockfeller lasciò nuovamente l'insegnamento e partì alla volta di Roma dove rimase un anno a curare i suoi studi.
Nel 1932 ritornò a Iaşi dove rimarrà per i successivi dieci anni, collaborando col professor Alexanru Myller. Istituì per la prima volta un corso di algebra moderna in Romania, presso l'Università di Iaşi, nominato "Logica e teoria della prova". Nello stesso periodo cominciò a scrivere una serie di saggi basati sul lavoro di Jan Łukasiewicz riguardo alle logiche polivalenti. Le sue ricerche in logica matematica furono le pietre miliari per altri lavori significativi che verranno successivamente svolti sia in Romania sia in altri paesi quali Argentina, Jugoslavia, Cecoslovacchia e Ungheria. Durante il periodo trascorso presso l'università di Iaşi completò delle ricerche molto importanti per le numerose nuove idee e per il suo modo di trovare e usare nuove connessioni tra concetti di diverse aree della matematica.
Moisil pubblicò scritti di meccanica, analisi, geometria, algebra e logica matematica. Sviluppò un'estensione multi-dimensionale della derivata aureolare di Pompeiu e studiò le funzioni monogeniche di una variabile ipercomplessa con applicazioni alla meccanica. Moisil introdusse anche l'agebra trivalente e polivalente che chiamò algebra di Łukasiewicz (chiamata anche algebra di Łukasiewicz-Moisil) e le usò nella logica e studio della teoria degli automi. Creò nuovi metodi per analizzare gli automi a stati finiti e diede molti contributi nel campo della teoria degli automi in algebra.
Moisil insistette e ricevette importanti contributi circa le creazione dei primi computer in Romania. Svolse un ruolo fondamentale nello sviluppo dell'informatica in Romania e nell'educazione della prima generazione di informatici rumeni. È stato insignito, postumo, nel 1996, del titolo di Pioniere Informatico dall'IEEE.